# Nationaal Park Sjorski
Nationaal Park Sjorski (Russisch: Шорский национальный парк) is een nationaal park gelegen in de oblast Kemerovo van Rusland en ligt geografisch gezien in het zuidoosten van West-Siberië. De oprichting vond plaats op 27 december 1989 per decreet (№ 386/1989) van de Raad van Ministers van de Russische SFSR en heeft een oppervlakte van 4.143,06 km².

## Kenmerken
Nationaal Park Sjorski is bergachtig en dichtbebost. De hoogste bergen in het gebied zijn de Lysoecha (1.648 m), Koebez (1.555 m), Oeloetag (1.413 m), Kajbyn (1.344 m) en Karatag (1.323 m). Deze maken deel uit van de Bergachtige Sjor. Het park is ook bedekt met een netwerk van beken en rivieren. De belangrijkste rivier is de Mrassoe, die van zuid naar noord stroomt door Nationaal Park Sjorski. De Mrassoe heeft in Sjorski een lengte van ca. 181 km en verdeelt het gebied in twee relatief gelijke delen.

## Flora en fauna
In Nationaal Park Sjorski zijn 619 vaatplanten en ca. 300 mossen vastgesteld. De belangrijkste bosvormende soorten in het gebied zijn de Siberische zilverspar (Abies sibirica) en Siberische den (Pinus sibirica). Her en der staan ook bestanden met Siberische spar (Picea obovata), esp (Populus tremula), zachte berk (Betula pubescens) en grove den (Pinus sylvestris). Onder de zoogdieren die er leven bevinden zich de Siberische wapiti (Cervus canadensis sibiricus), Siberisch ree (Capreolus pygargus), bruine beer (Ursus arctos) en sabelmarter (Martes zibellina). In de bossen broeden ook interessante vogels als auerhoen (Tetrao urogallus), hazelhoen (Tetrastes bonasia) en zwarte ooievaar (Ciconia nigra). De zwarte ooievaar staat bovendien ook op het logo van het nationaal park.